# Yoshimura Kōzaburō

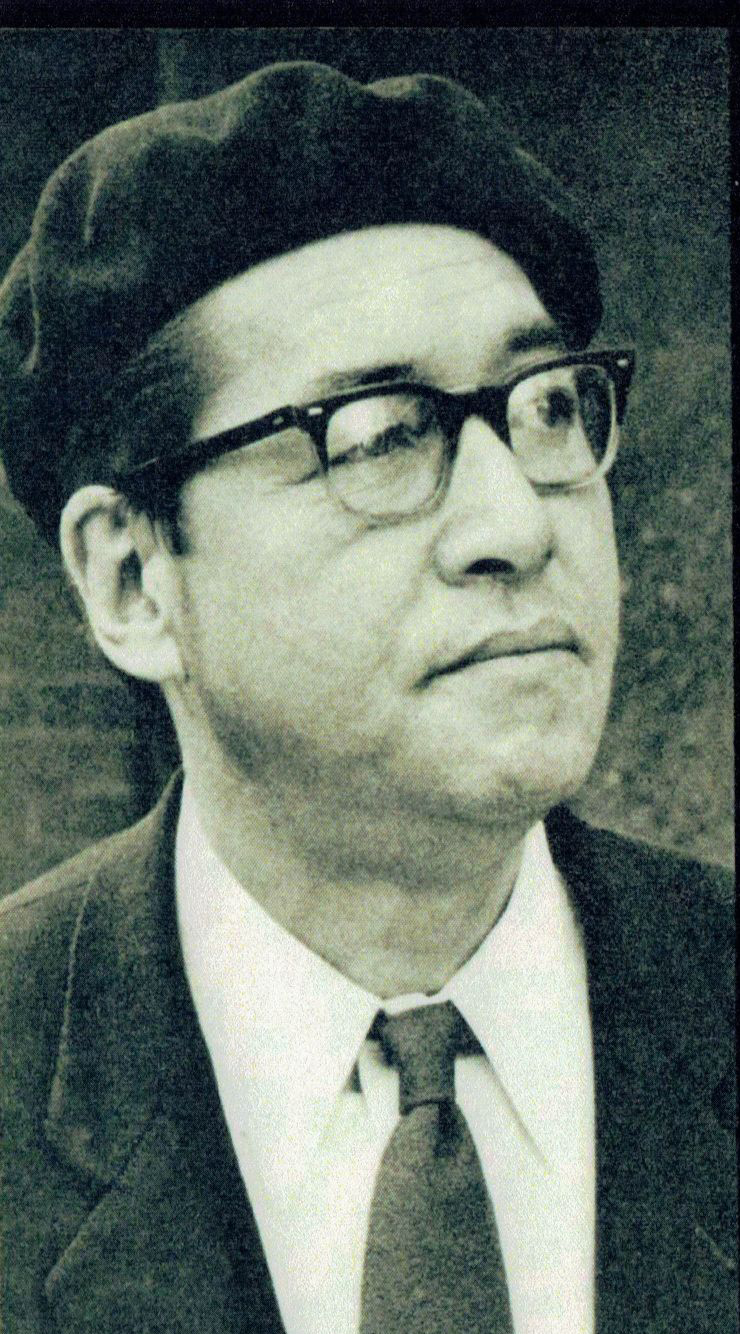
Yoshimura Kōzaburō

Yoshimura Kōzaburō (japanisch 吉村 公三郎; geboren 9. September 1911 in der Präfektur Shiga; gestorben 7. November 2000 in der Präfektur Kanagawa) war ein japanischer Filmregisseur.

## Leben und Wirken
Yoshimura Kōzaburō begann 1929 für das Filmunternehmen Shōchiku als Assistent von Shimazu Yasujirō (1897–1945) zu arbeiten. Das Melodrama „Danryū“ (暖流) – „Warmer Meeresstrom“, gefolgt von „Nishizumi senshachō den“ (西住戦車長伝) – „Bericht über den Panzerkommandanten Nishizumi“ mit Saburi Shin, einem der besten japanischen Kriegsfilme, begründeten seine Stellung als Filmregisseur.
Sein Film „Anjōke no butōkai“ (安城家の舞踏会) – „Ball im Hause der Familie Anjō“ 1947, der den Niedergang der Aristokratie in der Nachkriegszeit mit Setsuko Hara in der Hauptrolle beschreibt, erhielt den Kinema-Jumpō-Preis. Yoshimura, ein Gesellschaftskritiker in seinen Filmen, ließ von seinen Schauspielern überzeugend Widersprüche und Zwietracht darstellen. Die klassisches Geschichte vom Prinzen Genji, das „Genji-monogatari“ (源氏物語) brachte Yoshimura 1951 als Schwarzweißfilm ins Kino. 
In den Filmen „Itsuwareru seisō“ (偽れる盛装) – „Täuschende Kleidung“ 1951, „Nishijin no shimai“ (西陣の姉妹) – „Schwestern von Nishijin“ 1952, und „Yoru no kawa“ (夜の河) – „Fluss in der Nacht“ 1956, mit Fujiko Yamamoto in der Hauptrolle, geht es hauptsächlich um Frauen. „Semba tsuru“ (千羽鶴) – „Tausend Kraniche“ 1953, „Yoake mae“ (夜明け前) – „Vor der Morgendämmerung“ 1953, und „Ashizuri misaki“ (足摺岬) – „Kap Ashizuri“ 1954, sind Literaturverfilmungen.
Yoshimura war ein Regisseur, der neben Hara und Yamamoto auch Machiko Kyō und Takamine Mieko zu den repräsentativen Hauptdarstellerinnen seiner Epoche gemacht hat. Yoshimura wurden mit zahlreichen Preisen ausgezeichnet.
Der Romanist und Literaturkritiker Yoshimura Shōichirō (吉村正一郎; 1904–1977) war sein älterer Bruder.